# أم علي (حلوى)
أم علي هي حلوى مصرية تقليدية، وهي حلوى وطنية في مصر. تتكون من العديد من المكونات المختلفة. اسم «أم علي» يعود إلى العصر الأيوبي في مصر. سميت على اسم زوجة حاكم الدولة الأيوبية في مصر التي طلبت من طهاتها أن يبتكروا ألذ حلوى يمكنهم صنعها وتوزيعها في جميع أنحاء البلاد، وأصبحت الوصفة المختارة طبقًا وطنيًا لمصر. وتصنع من الرقاق وهو نوع من انواع الخبز المصري مع اللبن والقطشة والمكسرات

## المعلومات الغذائية
تحتوي وجبة ام علي (100غ تقريباً) على المعلومات الغذائية التالية:
- السعرات الحرارية: 167
- الدهون: 7
- الدهون المشبعة: 2
- الكوليسترول: 0
- الكاربوهيدرات: 22
- البروتينات: 4

## معرض الصور

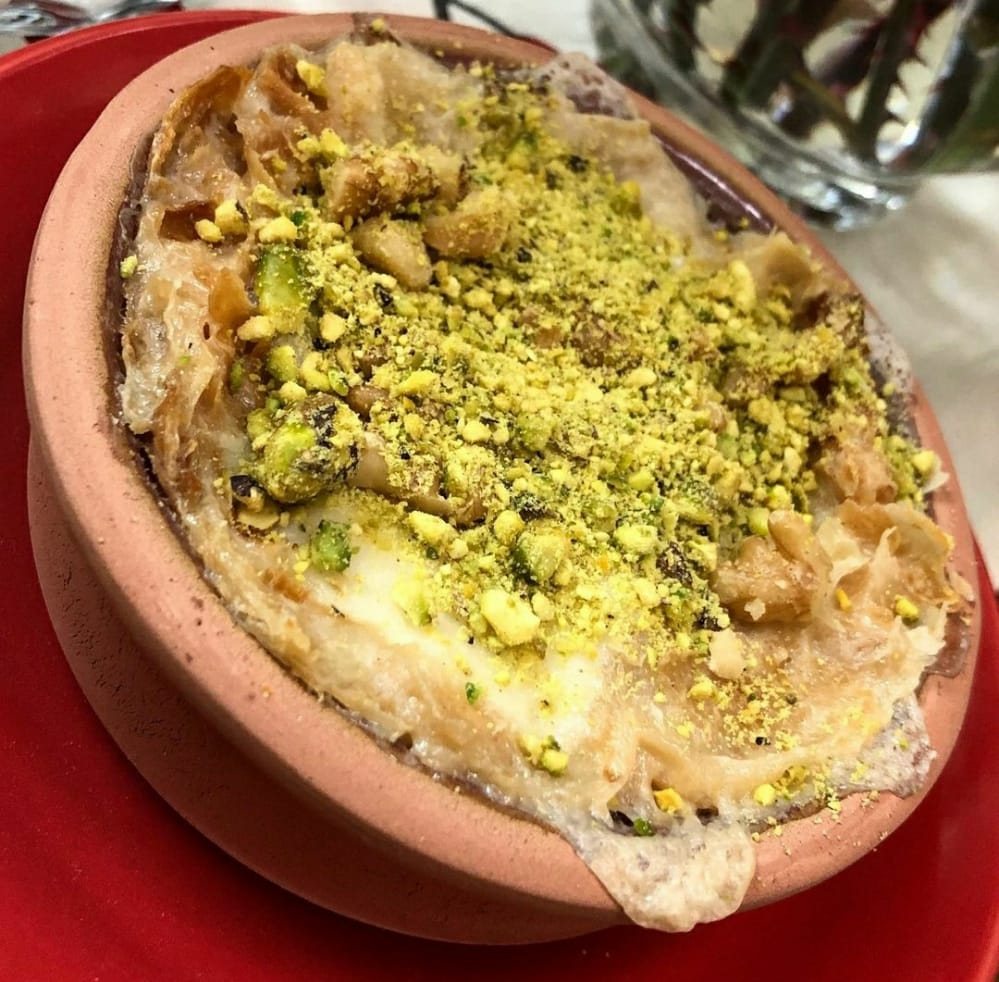
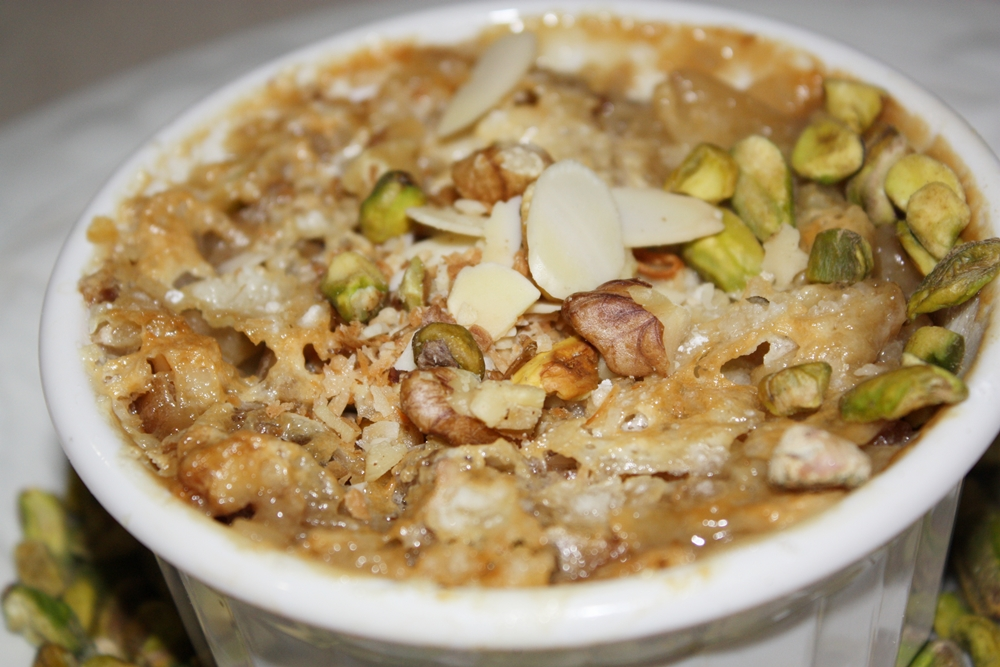
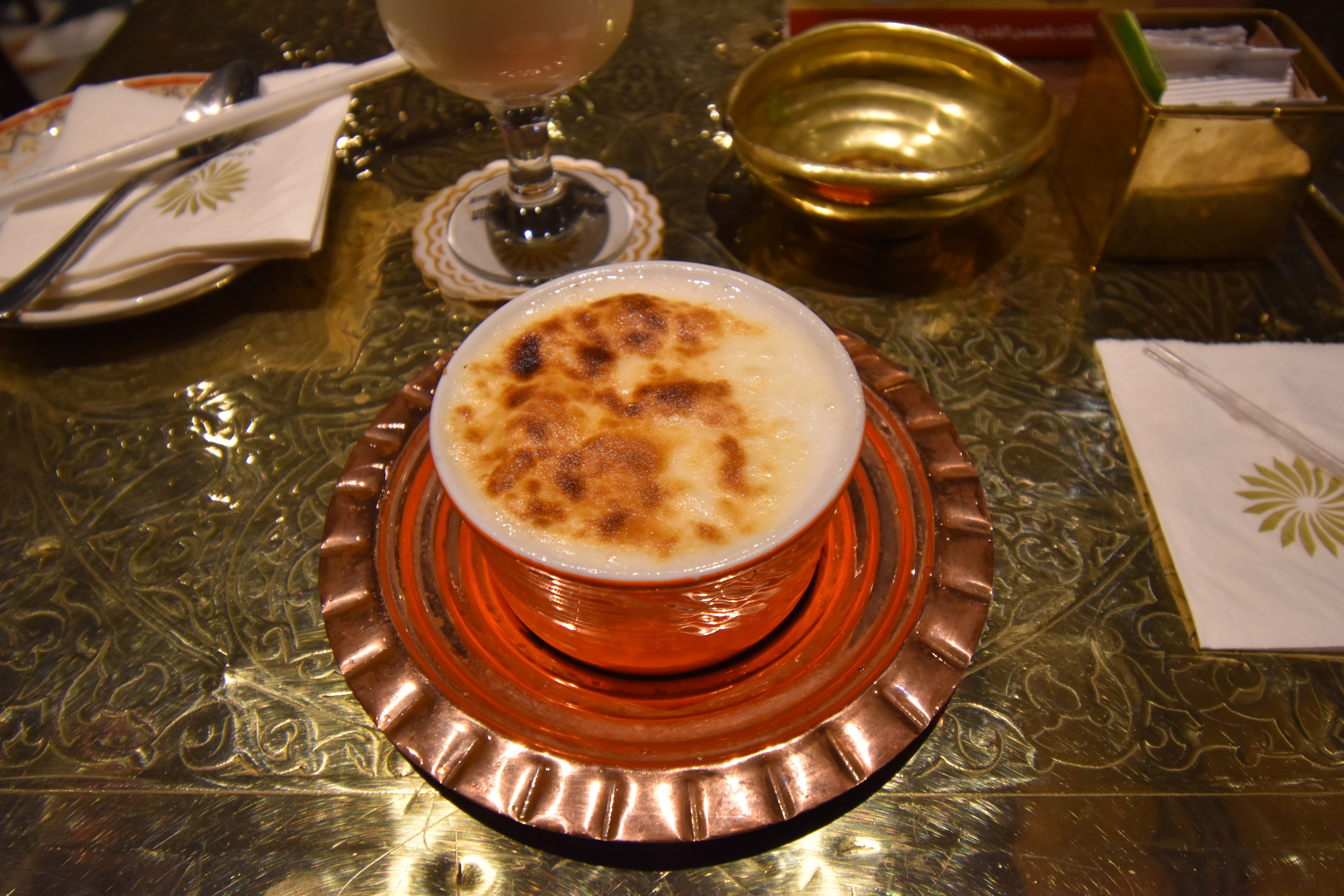
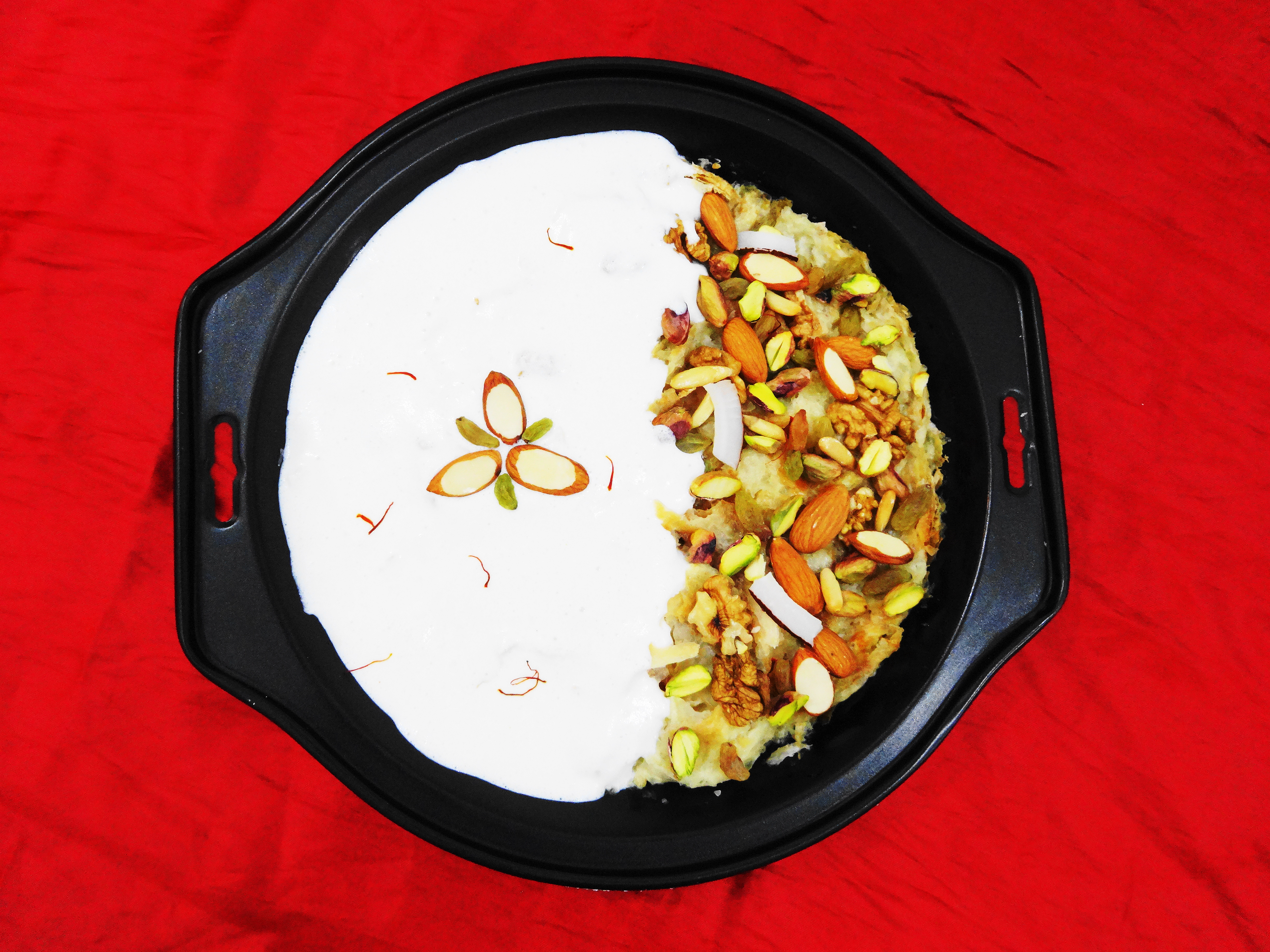